# Václav Hulínský
Václav Hulínský (23. srpna 1910 Pelhřimov – 1972) byl český a československý politik Československé strany socialistické a poúnorový poslanec Národního shromáždění ČSR.

## Biografie
Narodil se v Pelhřimově v rodině instalatéra. Studoval práva.
Po únorovém převratu v roce 1948 patřil k frakci tehdejší národně socialistické strany loajální vůči Komunistické straně Československa, která v národně socialistické straně převzala moc a proměnila ji na Československou socialistickou stranu coby spojence komunistického režimu. Ve volbách roku 1948 byl zvolen do Národního shromáždění za ČSS ve volebním kraji Zlín. Mandát získal i ve volbách v roce 1954 (nyní za volební obvod Praha-venkov). V parlamentu zasedal do srpna 1959, kdy rezignoval a místo něj nastoupil Josef Kulička.
Od roku 1945 přesídlil do regionu Pražského kraje, kde se stal členem předsednictva krajské organizace Československé strany socialistické. Od roku 1945 také pracoval ve Svazu československo-sovětského přátelství a k roku 1954 se uvádí, že již po čtyři roky působí coby místopředseda Krajského výboru Svazu československo-sovětského přátelství. Působil jako novinář a autor řady úvodníků v listu Svobodné slovo. Byl aktivní v Československém výboru obránců míru (člen krajského výboru). V roce 1950 se účastnil vládní delegace, která navštívila Sovětský svaz k výročí 70. narozenin Stalina. Po návratu vedl četné veřejné schůze o poměrech v SSSR.
K roku 1954 se profesně uvádí jako člen předsednictva Krajského výboru SČSP a ředitel vydavatelství Melantrich. Vydavatelský podnik Melantrich socialistické straně zůstal i po roce 1948. Jeho rezignace na poslanecký mandát souvisela s tlakem KSČ proti ČSS v roce 1959. Na konferenci socialistů tehdy vystoupil přední komunistický funkcionář Václav Kopecký a kritizoval jejich údajnou vstřícnost vůči elementům předúnorové národně socialistické strany. Zároveň vyjádřil kritiku nad chodem podniku Melantrich. V lednu 1959 rozhodlo politbyro Ústředního výboru Komunistické strany Československa odebrat socialistické straně Melantrich. V souvislosti s tím byl na jaře 1959 Hulínský odvolán z funkce ředitele a čistky proběhly i v tiskových orgánech strany.